# Casa bântuită

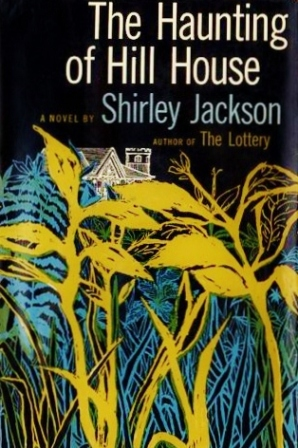
Prima ediție (1959 - Penguin Group)

The Haunting of Hill House (Casa bântuită) este un roman de groază și de fantezie scris de Shirley Jackson.

## Povestea
Un antropolog dorește să facă un studiu științific al paranormalului. În acest scop invită la Hill House, o casă având reputația că este bântuită, două fete cu puteri paranormale.

## Ecranizări
Romanul a stat la baza filmului Casa diavolului de Robert Wise.